# Santiago Cañizares
José Santiago Cañizares Ruiz (Puertollano, Ciudad Real, 18. prosinca 1969.) je bivši španjolski nogometni vatar. Cañizares je svoju karijeru završio u Valenciji, gdje je odigrao preko 300 službenih susreta, a u svojoj karijeri je ukupno odigrao preko 400 službenih utakmica.

## Trofeji

### Klub
- Real Madrid
  - Španjolska liga 1994./95., 1996./97.
  - UEFA Liga prvaka 1997./98.
  - Supercopa de España 1997.

- Valencia C.F.
  - Španjolska liga 2001./02., 2003./04.
  - Španjolski kup 1998./99., 2007./08.
  - Supercopa de España 1999
  - Supercopa de España finalist 2002., 2004.
  - UEFA Liga prvaka finalist 1999./00., 2000./01.
  - UEFA Kup 2003./04.
  - Europski superkup 2004.
  - Intertoto kup 1998./99.

### Osobne nagrade
- Celta de Vigo, Valencia C.F.
  - x 4 Trofej Zamora

## Vanjske poveznice
- Statistika na Liga de Fútbol Profesional (šp.)
- Nacionalna reprezentacija  Arhivirana inačica izvorne stranice od 17. veljače 2012. (Wayback Machine) (šp.)
- Profil i statistika na Footballdatabase.com
- Fan stranica  Arhivirana inačica izvorne stranice od 8. veljače 2005. (Wayback Machine) (šp.)